# Symmerus akikoae
Symmerus akikoae är en tvåvingeart som beskrevs av Saigusa 1973. Symmerus akikoae ingår i släktet Symmerus och familjen hårvingsmyggor. Inga underarter finns listade i Catalogue of Life.